# 農業法
農業法，有時被稱為農法，涉及農業基礎設施、種子、水、肥料、農藥使用、農業金融、農業勞動、農業營銷、農業保險、耕作權利、土地所有權和租賃制度以及農業加工和鄉村產業的法律等相關法律問題。隨著現代技術的應用，包括與農產品相關的信貸、知識產權、貿易和商業等問題也在這一法律範圍內處理。
簡而言之，農業法是專門研究適用於農產品生產和銷售的特殊法律和法規的學科。農業特殊主義，即使用法律例外來保護農業產業，在全球范圍內普遍存在。1940年代，美國的法學院和法學學者首次將農業法視為一門學科，當時耶魯大學、哈佛大學、德克薩斯大學和愛荷華大學的法學院開展和開設了農業法課程。然而，這些早期努力很快就告終，農業法作為一門獨立的學科在三十年後才重新浮現。1979年，開始發行了一本學術期刊《農業法雜誌》。1980年，成立了美國農業法協會，並在阿肯色大學法學院成立了一個高級法律學位項目——農業法碩士（LL.M.）項目。1981年，出版了十五卷本的《農業法專論》，1985年，由西部出版公司出版了第一本法學院案例教材《農業法：案例與資料》。
近年來，農業法研究已擴展到更廣泛地考慮農業生產的影響，包括環境法、可持續性、動物福利以及食品法和政策等問題。反映這一擴大的視角，2009年，阿肯色大學的農業法碩士（LL.M.）項目將其名稱更改為農業與食品法碩士（LL.M.）項目。2010年，第二本法學院教材以《食品、農業和可持續性：農業法閱讀》為題出版。2012年，美國法學協會將其農業法部門的名稱更改為農業與食品法。食品法和政策這一新興學科的發展也可追溯到農業法以及傳統的食品和藥品法。